# Amarok (Mike Oldfield-album)
Az Amarok Mike Oldfield 1990-es, tizenkettedik nagylemeze.
Oldfield előző lemeze – kiadójának ösztökélése miatt – csak popdalokat tartalmazott, ő azonban szeretett volna visszatérni korábbi, hosszabb lélegzetű instrumentális munkáihoz. Ennek eredménye lett egy lemez, amely nincs felosztva részekre, mindössze egyetlen 60 perces darab. Valójában azonban sok kisebb részlet egymás mellé rakásából áll össze. A szerkezet meglehetősen átláthatatlan, megfejthetetlen sorrendben ismétlődnek egyes momentumok, egyedül a lemez utolsó negyedén uralkodik egy téma. Az albumon sok izgalmas, újszerű részlet található, sok Oldfield rajongó kedvencei között van.

## Számok
1. „Amarok” – 60:02

Az album egyetlen számból áll, de a lemez füzetének háttereként, halványan látható egy kézzel írt táblázat, amelyből a rajongók kiolvasták a mű szerkezetét. Ez a kezdési időpontokkal együtt az alábbiakban látható:
1. 00:00 – Fast Riff Intro
2. 02:32 – Intro
3. 05:46 – Climax I – 12 Strings
4. 06:18 – Soft Bodhran
5. 07:20 – Rachmaninov I
6. 08:35 – Soft Bodhran 2
7. 09:29 – Rachmaninov II
8. 09:56 – Roses
9. 10:42 – Reprise I – Intro
10. 12:45 – Scot
11. 13:16 – Didlybom
12. 15:00 – Mad Bit
13. 15:56 – Run In
14. 16:11 – Hoover
15. 18:00 – Fast Riff
16. 19:57 – Lion
17. 21:57 – Fast Waltz
18. 23:42 – Stop
19. 24:33 – Mad Bit 2
20. 24:46 – Fast Waltz 2
21. 25:06 – Mandolin
22. 26:07 – Intermission
23. 26:23 – Boat
24. 29:27 – Intro Reprise 2
25. 32:07 – Big Roses
26. 33:13 – Green Green
27. 34:24 – Slow Waltz
28. 36:04 – Lion Reprise
29. 37:05 – Mandolin Reprise
30. 37:47 – TV am/Hoover/Scot
31. 39:50 – Fast Riff Reprise
32. 42:22 – Boat Reprise
33. 43:32 – 12 Rep / Intro Waltz
34. 44:12 – Green Reprise
35. 44:46 – Africa I: Far Build
36. 48:00 – Africa I: Far Dip
37. 48:46 – Africa I: Pre Climax
38. 49:32 – Africa I: 12 Climax
39. 50:24 – Africa I: Climax I
40. 51:00 – Africa II: Bridge
41. 51:17 – Africa II: Riff
42. 51:34 – Africa II: Boats
43. 51:52 – Africa II: Bridge II
44. 52:10 – Africa II: Climax II
45. 54:22 – Africa III: Baker

## Zenészek
Közreműködik: Clodagh Simmonds, Bridget St. John, Janet Brown, Paddy Maloney, valamint afrikai dobosok Julian Bahula irányításával.
Hangszerek: bowed(?) gitár, akusztikus gitár, elektromos gitár, 12 húros gitár, klasszikus gitár, basszusgitár, akusztikus basszusgitár, szitár, Glorfindel gitár (?), túlfeszített gitár, flamenco gitár, buzuki, mandolin, ukulele (hawaii gitár), zongora, bendzsó, Farfisa orgona, Lowrey orgona, cipő, porszívó, glockenspiel, marimba, bodhran, északumriai duda, agyagdob, triangulum, tamburin, wonga doboz (?), harangfa (?), ütők, ujjcintányér, játékkutya, Melodica (?), székek, Psaltry (?), spinét, doromb, penny síp (Penny Whistles) (?), basszus síp, ütőlabda és ütő, kanál, birói síp, köröm, pánsíp, pohár víz, gitárhangoló, hegedű, ajtó, pofon, fogkefe és fogak, Vox orgona, hamis rádió (Fake Radio) (?), repülőgépmodellező készlet tartalma, üveg, kalapács és vödör, tűzijáték (Fake Firework (?)), Rototom (valójában sarokcsiszoló avagy flex, de csak a vágás hangja hallatszik, a flex motorjáé nem - egyébként a "rototom" latinos képzett szó, forgóvágót jelent), Cabasa (?), bongo, nagyzenekari mélydob, üstdob, igazán nem sok szintetizátor, Kalimba (?), hosszú, vékony fém csüngő csövek.

## Produkció
Producer és hangmérnök: Tom Newman.

Borító: William Murray.

Asszisztens: Jeremy Parker.

Technikai tanácsadó: Richard Barrie.

## Érdekességek
- A lemez füzete egy William Murray által írt kis szürreális történetet is tartalmaz. (Ő volt az, aki Mike Oldfielddel együtt az 1975-ös Ommadawn-on található „On Horseback” című dal szövegét írta.) A történet arról szól, hogy két barát hall egy aranyszoborról, ami a közelben, egy nagy lukban található, és zajt ad ki. Azt mondják, az egész szobor zajból van. Elhatározzák, hogy megnézik. Ahogy közelednek, arany színű fényt látnak. Utána hiába mennek órákon át, a fény és a köztük lévő távolság nem csökken. Mikor elfáradnak, kitalálják, hogy megpróbálnak visszafelé menni, hátha úgy közelebb jutnak. És így is lesz. Eljutnak a luk széléhez, lemásznak. Benn találnak egy hatalmas arany alakot, ami nem szobor és nem is ember. Az egyik úgy hallja, hogy néha vidám, néha szomorú, néha ilyen-néha olyan dolgokat mond az alak. A másik csak egyetlen szót hall. Eltelik sok idő. Az egyik szerint nem hallanak semmit, a másik mégis hallja, próbálja elmagyarázni a másiknak, hogyan hallhatja, de nem sikerül. Aki nem hallja, rákiált a másikra, hogy „Nincs semmilyen hang, miről beszélünk?” Erre a másik azt mondja: „nyugalom, ruha-fülű (cloth-ear: A deaf person; a person who is hard of hearing.-> tehát süket, halláskárosult)! Ez csak egy tündérmese!”. Az Amarok album borítóján pedig bekeretezve az alábbi szöveg olvasható: „Figyelmeztetés: Ez a felvétel veszélyes lehet a ruha-fülű (cloth-eared) tökfejek egészségére. Ha ilyenben szenved, kérjük azonnal konzultáljon orvosával!”
- A lemez füzetében elég humorosan fel vannak sorolva a használt hangszerek. Az utolsó hangszer így van leírva: hosszú, vékony fém csüngő csövek. Természetesen ez a csőharangokat jelenti, angolul: tubular bells, ami Oldfield egy másik albumának címe.
- A lemez címe gyaníthatóan az jelenti, hogy „I'm a Rock” mely gyorsan kimondva pontosan úgy hangzik, hogy „Amarok”. De nem kizárt az sem, hogy Bernard Clavel azonos című regényére utal, mely egy fiatalember és az Amarok nevű kutya kanadai bolyongásának-bujkálásának regénye.